# Rhipsalis juengeri
A Rhipsalis juengeri egy hatalmas termetű epifita kaktusz, melyet csupán a közelmúltban fedeztek fel.

## Jellemzői
Lecsöngő hajtású epifita, legalább 3 m hosszú hajtásokkal, szárai vékonyak, szukkulensek, primer szártagjai hosszúak, 200 cm-nél is hosszabbak lehetnek, vastagságuk mindössze 3 mm. Másodlagos szártagjai sokkal rövidebbek, zöldek, a virágzó szártagok 1,25-1,75 mm átmérőjűek. Virágai magánosak vagy ritkán párosak, a hajtáscsúcs közelében fejlődnek. Lehajlóak, 15×12 mm-esek. Porzószálai sárgák a tövüknél. Termése gömbölyded-lapított, 6 mm vagy kevéssel nagyobb átmérőjű, színe a vörösestől a zöldes-áttetszőig változhat.

## Elterjedése
Brazília: São Paulo állam, epifitikus lombhullató atlantikus erdőkben 700–800 m tengerszint feletti magasságban.

## Rokonsági viszonyai
A növény megjelenésében óriás méretű Rhipsalis camptos-portoana-ra emlékeztet vegetatív formájában. Virágozni csak a 2 m-es hosszt meghaladva kezdenek tövei. Az Erythrorhipsalis subgenus tagja.